# Canova (Dakota del Sud)
Canova è un centro abitato (down) degli Stati Uniti d'America, situato nella contea di Miner nello Stato del Dakota del Sud. La popolazione era di 104 persone al censimento del 2010.
La città ha celebrato il 125º anniversario nel 2008.

## Storia
La città di Canova fu progettata nel 1883. Il nome della città è un omaggio allo scultore italiano Antonio Canova.

## Geografia fisica
Canova è situata a 43°52′50″N 97°30′07″W.

## Società

### Evoluzione demografica
Secondo il censimento del 2010, c'erano 105 persone.

### Etnie e minoranze straniere
Secondo il censimento del 2010, la composizione etnica della città era formata dal 98,1% di bianchi e l'1,9% di afroamericani. Ispanici o latinos di qualunque razza erano il 7,6% della popolazione.